# Општина Полача
Општина Полача се налази у Равним Котарима, у сјеверној Далмацији, Република Хрватска. Сједиште општине је насеље Полача.

## Географија
Општина се налази у сјеверном дијелу Далмације. Граничи се са општинама Свети Филип и Јаков и Пакоштане, као и са подручјима градова Бенковац и Биоград на Мору.

## Историја
Општина је до територијалне реорганизације у Хрватској била у саставу некадашње општине Бенковац.

## Насељена мјеста
Општину чине четири насеља:
- Горња Јагодња
- Доња Јагодња
- Какма
- Полача

## Становништво
Према попису становништва из 2001. године, општина Полача је имала 1.434 становника.
Према попису становништва из 2011. године, у општини Полача живи 1.468 становника, а од тога 1.057 у самом насељу Полача.
| Попис 2011.‍   | Попис 2011.‍ | Попис 2011.‍ | Попис 2011.‍ | Попис 2011.‍ |
| ------------- | ----------- | ----------- | ----------- | ----------- |
|               |             |             |             |             |
| Хрвати        | Хрвати      |             | 1.299       | 88,49%      |
| Срби          | Срби        |             | 153         | 10,42%      |
| остали        | остали      |             | 16          | 1,09%       |
| укупно: 1.468 |             |             |             |             |

## Привреда
Главне привредне гране у општини су пољопривреда и сточарство. У општини се налази Пословна зона Примат.